# ギブミー・シークレット
「ギブミー・シークレット」は、StylipSの楽曲。同グループ8枚目のシングルとして2015年5月27日にLantisから発売された。

## 概要
前作「迷々コンパスはいらない」から約2ヶ月ぶりのリリースとなる、StylipSの2015年第2弾シングル。販売形態は、本楽曲「ギブミー・シークレット」のミュージックビデオなどを収録したDVD付きの初回限定盤（LACM-34349）および通常盤（CDのみ）の2形態で発売。
表題曲の「ギブミー・シークレット」は、テレビアニメ『ハイスクールD×D BorN』のエンディングテーマで、デビュー曲「STUDY×STUDY」以来の同アニメシリーズのタイアップ。曲調が、トライバルなリズムパターンが印象的なダンスチューンに仕上がっている。カップリング曲は、内部でこっそりと結成されていた、能登有沙、豊田萌絵によるユニット内ユニット「TEAM B・A・K・A」（チーム ビーエーケーエー）が歌う「destiny」を収録。「ギブミー・シークレット」「destiny」とも発売に先立ちライブツアー「StylipS FIRST LIVE TOUR 2015 THE SUPERSONIC SUPERNOVA」にて先行披露されている。
こうして満を持して発売を迎えるも、翌年に松永真穂がグループを卒業し、また以降の新曲リリースが途絶えたため、今作が現体制（Step Two）およびStylipSとしても最後のCD作品となった。

## 収録曲
| #         | タイトル                                           | 作詞       | 作曲      | 編曲      | 時間  |
| --------- | -------------------------------------------------- | ---------- | --------- | --------- | ----- |
| 1.        | 「ギブミー・シークレット」                         | 真崎エリカ | 宮崎まゆ  | 近藤圭一  | 3:47  |
| 2.        | 「destiny」(TEAM B・A・K・A（能登有沙、豊田萌絵）) | KOH        | KOH       | KOH       | 4:51  |
| 3.        | 「ギブミー・シークレット」(inst.)                  |            |           |           | 3:47  |
| 4.        | 「destiny」(inst.)                                 |            |           |           | 4:51  |
| 合計時間: | 合計時間:                                          | 合計時間:  | 合計時間: | 合計時間: | 17:16 |

| #  | タイトル                                                | 作詞 | 作曲・編曲 |
| -- | ------------------------------------------------------- | ---- | ---------- |
| 1. | 「ギブミー・シークレット」(MUSIC VIDEO)                 |      |            |
| 2. | 「ギブミー・シークレット」(メイキング映像(MUSIC VIDEO)) |      |            |
| 3. | 「ARISA STYLE」(CM STYLE)                               |      |            |
| 4. | 「MAHO STYLE」(CM STYLE)                                |      |            |
| 5. | 「MIKU STYLE」(CM STYLE)                                |      |            |
| 6. | 「MOE STYLE」(CM STYLE)                                 |      |            |
| 7. | 「StylipS STYLE」(CM STYLE)                             |      |            |